# Ringside
Ringside – amerykański zespół grający indie rock. Został założony w Hollywood w Kalifornii w 2005 roku przez muzyka Scotta Thomasa i aktora Baltazara Getty'ego. W 2005 roku wydali album pt. Ringside, z którego pochodzi największy hit zespołu - Tired Of Being Sorry. W 2011 roku ukazała się ich druga płyta pt. Lost Days.

## Dyskografia

### Albumy
- Ringside (2005)
- Lost Days (2011)